# Чемпіонат Німеччини з хокею 1991—1992
Чемпіонат Німеччини з хокею 1992 — 75-ий чемпіонат Німеччини з хокею, чемпіоном став Дюссельдорф ЕГ.
З цього сезону прийнято рішення не проводити матч за 3-є місце. Клуб Розенгайм, який у підсумку став другим, через фінансові труднощі залишив Бундеслігу.

## Попередній етап
Клубу Розенгайм було зараховано поразку (0:5) в матчі проти ЕС Хедос (8:1).
| М   | Команда          | І  | Пер | Н | Пор | Ш       | О  |
| --- | ---------------- | -- | --- | - | --- | ------- | -- |
| 1.  | Дюссельдорф ЕГ   | 44 | 35  | 4 | 5   | 249:109 | 74 |
| 2.  | Розенгайм        | 44 | 32  | 3 | 9   | 214:142 | 67 |
| 3.  | Кельн            | 44 | 29  | 3 | 12  | 191:120 | 61 |
| 4.  | БСК Пройзен      | 44 | 25  | 6 | 13  | 177:153 | 56 |
| 5.  | Фрайбург         | 44 | 15  | 9 | 20  | 169:186 | 39 |
| 6.  | Маннхаймер ЕРК   | 44 | 15  | 9 | 20  | 152:174 | 39 |
| 7.  | Крефельдер ЕВ    | 44 | 16  | 6 | 22  | 140:158 | 38 |
| 8.  | «Швеннінгер ЕРК» | 44 | 16  | 5 | 23  | 161:165 | 37 |
| 9.  | ЕС Хедос         | 44 | 13  | 9 | 22  | 165:183 | 35 |
| 10. | Кауфбойрен       | 44 | 13  | 6 | 25  | 158:211 | 32 |
| 11. | ЕВ Ландсгут      | 44 | 9   | 8 | 27  | 140:214 | 26 |
| 12. | Вайсвассер       | 44 | 10  | 4 | 30  | 131:232 | 24 |

Скорочення: М = підсумкове місце, І = ігри, Пер = перемоги, Н = нічиї, Пор = поразки, Ш = закинуті та пропущені шайби, О = набрані очки

## Втішний раунд

### 1 раунд
- ЕС Хедос — Вайсвассер 3:4, 1:4, 5:1, 6:3, 11:2, 8:2
- Кауфбойрен — ЕВ Ландсгут 6:5 ОТ, 5:6, 6:4, 5:4 ОТ, 6:4

### 2 раунд
- Вайсвассер — ЕВ Ландсгут 5:2, 3:4, 6:3, 5:3

### Перехідний матч
- ХК Ратінген — Вайсвассер 4:5 ОТ, 3:2, 5:2

## Плей-оф

### Чвертьфінали
- БСК Пройзен — Фрайбург 3:0, 6:2, 0:2, 5:4 ОТ
- Маннхаймер ЕРК — Кельн 5:3, 6:2, 1:5, 7:2
- Дюссельдорф ЕГ — «Швеннінгер ЕРК» 5:1, 5:2, 11:1
- Розенгайм — Крефельдер ЕВ 3:4 ОТ, 6:4, 9:0, 4:0

### Півфінали
- Дюссельдорф ЕГ — Маннхаймер ЕРК 10:2, 4:1, 7:2
- Розенгайм — БСК Пройзен 2:1, 4:1,	9:3

### Фінал
- Дюссельдорф ЕГ — Розенгайм 3:1, 6:3, 6:2